# Defensa de Chile
La Defensa de Chile está a cargo de las tres ramas de las Fuerzas Armadas: el Ejército (f. 1810), la Armada (f. 1818), y la Fuerza Aérea (f. 1930). Sus funciones son preservar la integridad territorial y la seguridad exterior de la República. A estas unidades militares regulares se suman las Fuerzas de Orden y Seguridad Pública, compuestas por Carabineros (f. 1927) y la Policía de Investigaciones (PDI) (f. 1933). Además existe la Gendarmería (f. 1921), institución encargada de la custodia de las cárceles, tribunales de justicia y otros centros de privación de libertad, cabe señalar que esta institución depende administrativamente del Ministerio de Justicia a diferencia de las ramas anteriormente señaladas que dependen del Ministerio de Defensa en el caso de las fuerzas armadas, mientras Carabineros, PDI y Bomberos (f. 1851) dependen del Ministerio del interior.

## Marco legal y organización

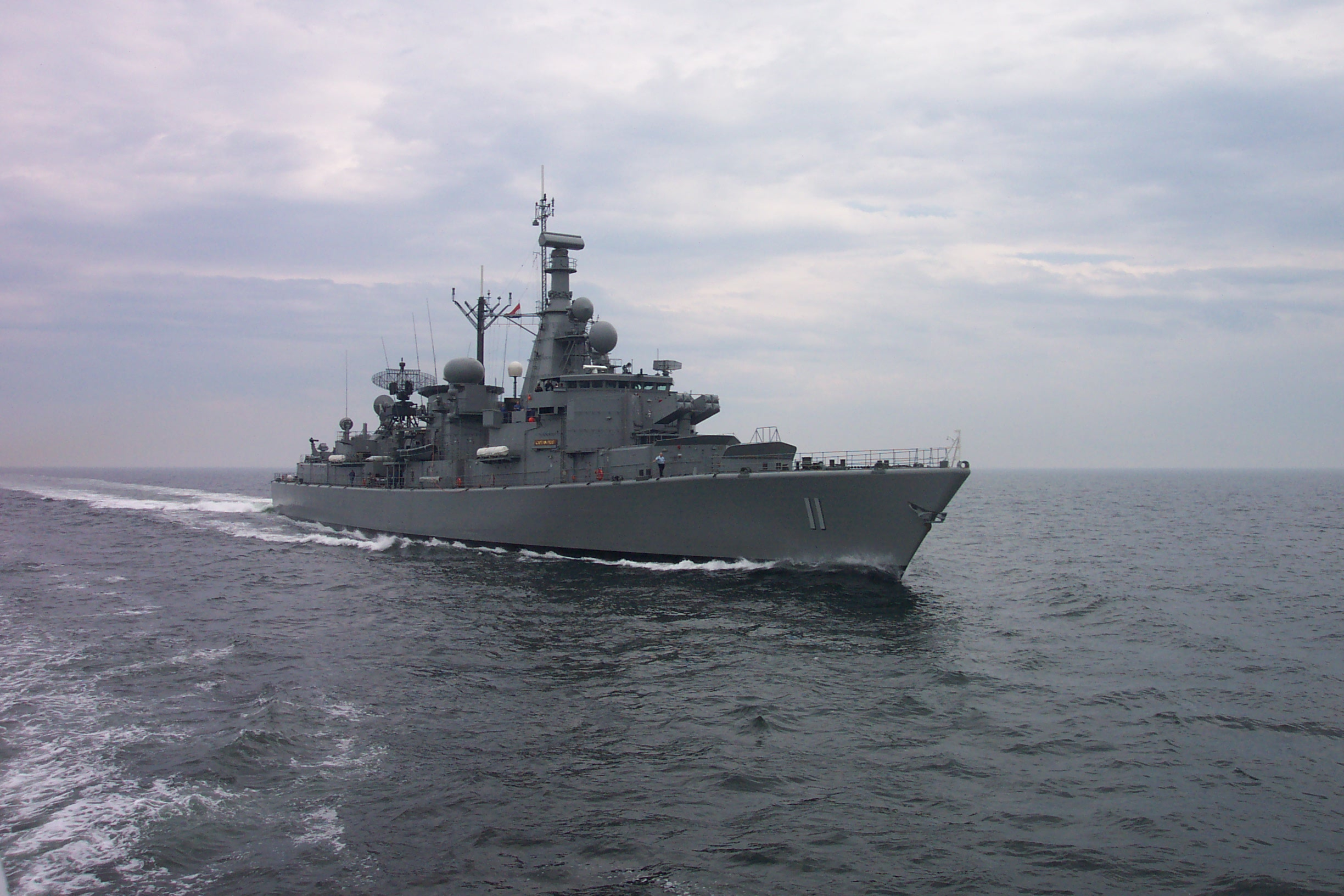
FFG-11 Capitán Prat en el Mar del Norte.

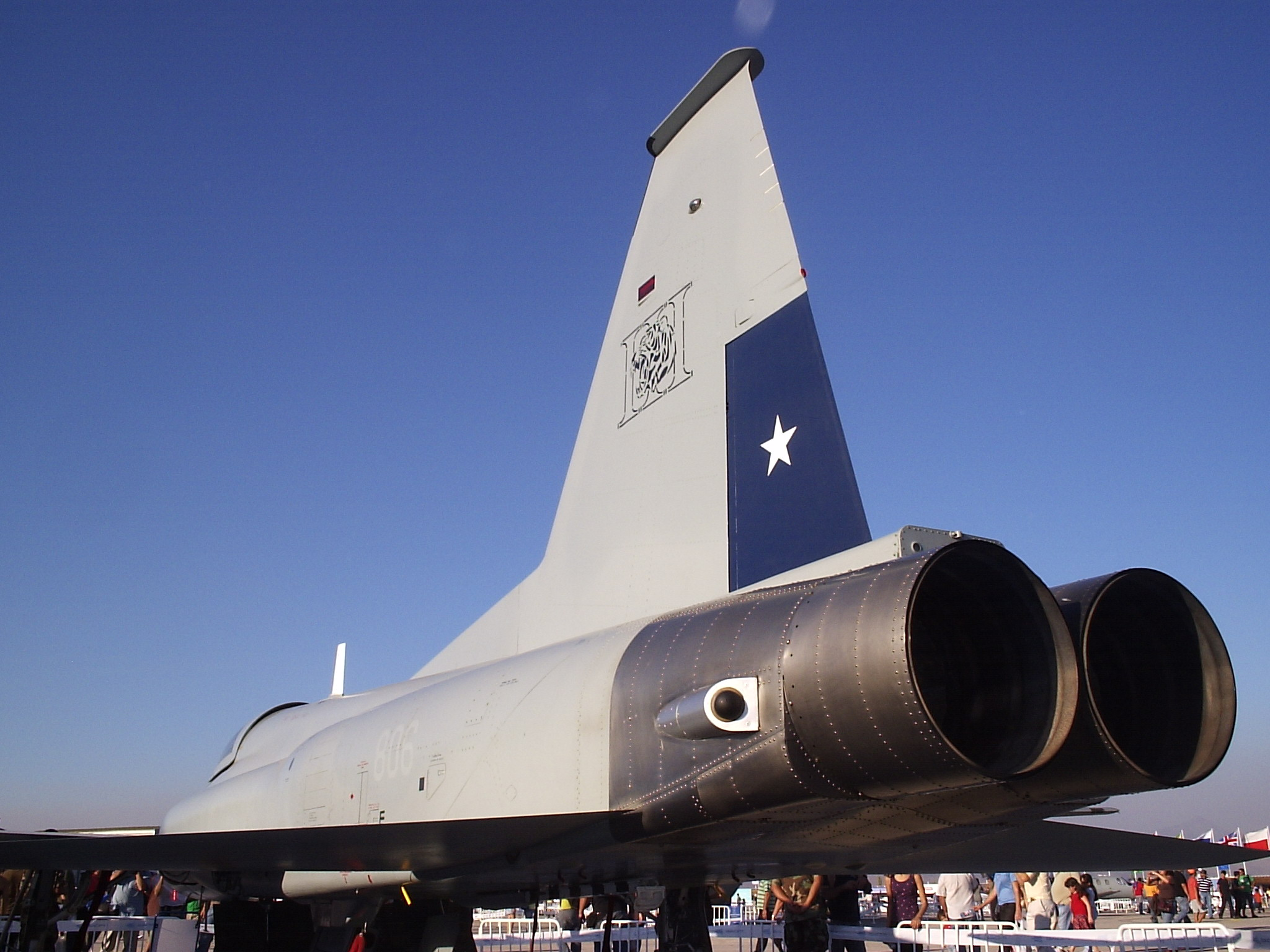
F-5 Tigre III Plus de la Fuerza Aérea de Chile

Los fundamentos en que se basa la Defensa de Chile están reflejados en los Principios Básicos del Estado de Chile, y sus Objetivos Nacionales. Se distingue entre los Objetivos Nacionales Permanentes y los Objetivos Actuales, o políticos, del país. Estos últimos corresponden a la forma en que los gobiernos traducen en medidas, con criterios de Estado y, por tanto, con un horizonte temporal que no necesariamente se agota en sus propios periodos, los Objetivos Nacionales Permanentes.
Objetivos de la Defensa Nacional:
- Apoyar la protección internacional de Chile.
- Conservar la independencia y la soberanía chilenas.
- Contribuir a la mantención y promoción de la paz y la seguridad internacionales, en acuerdo con el interés nacional.
- Crear las condiciones de seguridad externa fundamentales para lograr el Bien Común de la nación.
- Fortalecer el compromiso ciudadano con la Defensa.
- Mantener la integridad territorial de Chile.

El presidente de la República ejerce el control y administración de los organismos encargados de la defensa por medio del Ministerio de Defensa Nacional, este estaba constituido hasta 2010 por las subsecretarías de Guerra, Marina, Aviación, Carabineros e Investigaciones.
Adicionalmente posee la asesoría del CONSUDENA (Consejo Superior de Defensa Nacional), de la Junta de Comandantes en Jefe y del Estado Mayor de la Defensa Nacional (EMDN).
Desde 2010 el ministerio solo cuenta con las Subsecretaría de Defensa, encargada de la planificación, y la Subsecretaría de las Fuerzas Armadas, encargada de asuntos administrativos. 
A su vez cuenta con la asesoría de la Junta de Comandantes en jefe, constituida por los comandantes en jefe de las FF.AA. y con el Estado Mayor Conjunto (EMC).
- Actual ministro de Defensa Nacional: Mario Desbordes Jiménez

Todas las FF.AA. dependen del Ministerio (Ejército, Armada y Fuerza Aérea), mientras que en Carabineros, la Policía de Investigaciones y Bomberos su control radica en el Ministerio del Interior. Y por último la Gendarmería está sometida al Ministerio de Justicia.

## Historia
La peculiar forma geográfica de Chile, las delicadas relaciones diplomáticas con Bolivia (reclamación de salida soberana al mar) y Perú (delimitación marítima) y una larga pugna que se mantuvo con Argentina, pero nunca resultó en una confrontación armada a gran escala, y fue resuelta por medio de negociaciones o la imposición de la razón sobre la fuerza, que forman parte de los principales sucesos en la historia de las FF.AA. chilenas.
Debido a lo inaccesible del territorio estas han sido vitales para mantener la soberanía, la comunicación e incluso la ciencia en territorios alejados como la antártica. Entre sus grandes contribuciones se encuentra la construcción de parte de la Carretera Austral por parte del Ejército de Chile, que une por vía terrestre Puerto Montt con la XI Región de Aysén del General Carlos Ibáñez del Campo, abriéndose camino entre el denso bosque del sur de Chile.
La Armada por su parte tiene la misión de la protección del territorio marítimo y la zona económica exclusiva (200 millas), además se preocupa de velar por la seguridad de navegantes y habitantes a lo largo de las costas del país, en especial en las heladas aguas del sur del continente como también proveer transporte entre los poblados y el rescate de naufragios en su zona de influencia.
La Fuerza Aérea de Chile FACH tiene como misión la protección del espacio aéreo, además de ser el principal medio de acercamiento a lugares como la Antártica e Isla de Pascua ya sea para investigación, educación, ayuda o transporte simplemente.
Cada una de estas ramas de la defensa ha replicado en una escala más modesta modelos internacionales, considerados exitosos en un su momento. Cada uno de estas influencias no solo implicaron la adopción de estilos doctrinales y orgánicos, sino que la imitación de las exterioridades y elementos estéticos. Así el Ejército, durante el siglo XIX, funcionó dentro del modelo militar francés, tan prestigiado por las acciones de Napoleón y de principios del Segundo Imperio. En 1871, habiéndose producido la victoria alemana en la Guerra Franco-prusiana, se adopta el modelo prusiano, lo que consideró la creación de un sistema de movilización militar nacional: el servicio militar obligatorio. Tras la Segunda Guerra Mundial y el acercamiento de Gabriel González Videla a los Estados Unidos, se adoptaron algunos aspectos del sistema estadounidense, pero se mantuvo un apego formal a la ordenanza prusiana, que sigue vigente hasta hoy.
La Marina, por su parte, ha recibido gran influencia británica desde sus inicios. Tras su creación en 1810, la marina fue reorganizada por el almirante escocés Lord Thomas Cochrane, quien junto a un grupo de oficiales asesores ingleses tomó el mando de la fuerza naval chilena, tras el término de la guerra de independencia en 1818. Desde entonces ha seguido teniendo a la Royal Navy como modelo a lo largo de su historia. Pese a la compra de navíos de construcción francesa hacia fines del siglo XIX, y a su reequipamiento con naves de origen estadounidense transferidas bajo el Programa de Ayuda Militar (PAM) de Estados Unidos después de la Segunda Guerra Mundial, la marina chilena siempre ha preferido comprar nuevas unidades en Gran Bretaña, como lo ha sido tradicionalmente hasta la actualidad.
La Fuerza Aérea (FACH) fue formada en 1930 por la fusión de los servicios aéreos del Ejército y la Marina. El más antiguo de esos servicios, del Ejército, combinó en sus principios la tradición prusiana con una influencia tecnológica francesa, pero está fue reemplazada después del término de la Primera Guerra Mundial por la influencia de Gran Bretaña, que cedió numeroso material de vuelo excedente a Chile. Finalmente, en los años inmediatamente previos a la creación de la Fuerza Aérea, el servicio aéreo del Ejército comenzó a recibir una mayor influencia estadounidense, producto de la adquisición de material aéreo en ese país.
El servicio aéreo de la Marina, formado en el año 1922, desde un principio fue proclive a la influencia británica, lo que fue consolidado por la recepción de una importante partida de aviones cedidos por Gran Bretaña. La influencia británica se mantuvo hasta el momento de la creación de la Fuerza Aérea, pese a la compra de material alemán hacia fines de los años veinte.
La influencia estadounidense sobre la Fuerza Aérea se consolidó tras el término de la Segunda Guerra Mundial, cuando ese país se convirtió en el principal proveedor de material aéreo militar de Chile, transfiriéndole un importante número de aeronaves excedentes del conflicto bélico.
Desde 1883 tras la Guerra del Pacífico y en los últimos años Chile y la Argentina han logrado terminar las situaciones pendientes de delimitación (islas Picton, Nueva y Lennox, Laguna del Desierto y Campos de Hielo Sur).
Chile no ha participado en ninguna guerra desde 1883 pero si en escaladas de conflictos con Argentina, Perú, Bolivia, es decir, con todos los países fronterizos. Sus fuerzas armadas participan en programas de paz como actualmente a la ONU en Haití: MINUSTAH (Misión de Naciones Unidas para la Estabilización de Haití), Bosnia-Herzegovina, India-Pakistán, al igual que Argentina, Perú, Brasil.

## Gastos y armamento

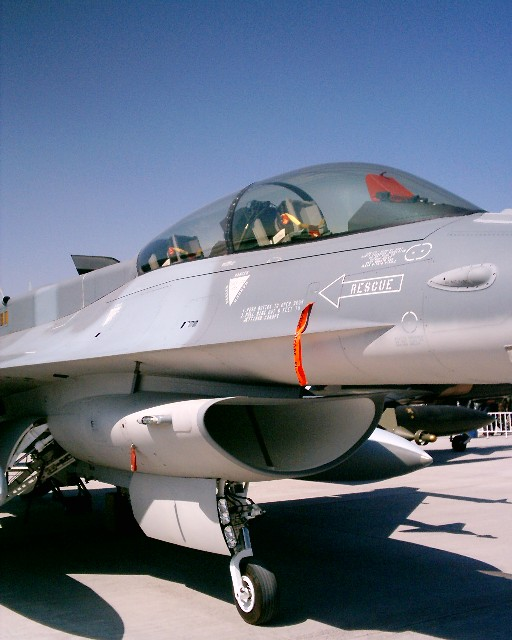
Uno de los 46 F-16 de la Fuerza Aérea de Chile

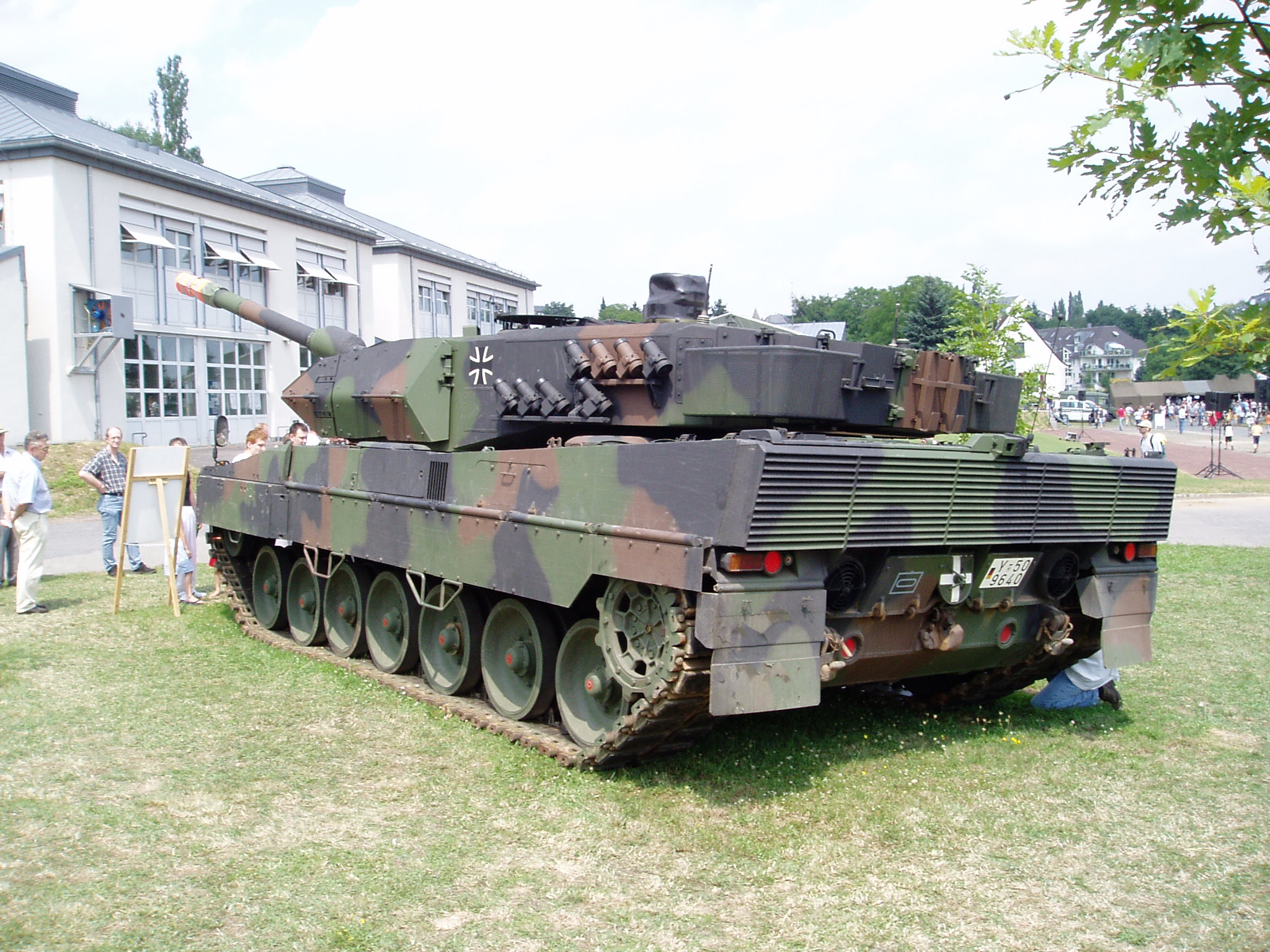
Leopard 2

El gasto militar, que oscila entre el 4,2 y 4,6 % del PIB, se debe principalmente a los ingresos por el canon del cobre. El alto costo que representa para el erario nacional las pensiones del personal que se retira de las Fuerzas Armadas, después de cumplir un periodo regular de 20 años de servicio en adelante, constituyéndose este ítem en el más oneroso del presupuesto de defensa. Existe un sector que argumenta que esto dificultó el control civil del presupuesto de defensa desde 1990, y que este control civil sobre asuntos de la defensa nacional se ha ido incrementando poco a poco. En los últimos años, el excomandante en jefe del Ejército, Juan Emilio Cheyre, dio pequeños pasos para asegurar la profesionalización, la abstracción política, la calidad de cuerpo no deliberante, y la sujeción al poder civil democráticamente constituido del Ejército de Chile. Uno de estos pasos fue el reconocimiento de las responsabilidades institucionales del Ejército en violaciones a los derechos humanos ocurridas durante el dictadura militar, gesto que tuvo acogida en el poder civil y entre la población.
En la actualidad, Chile cuenta con el más alto grado de profesionalismo de sus fuerzas armadas dentro de los países latinoamericanos, junto con los elementos más avanzados y polivalentes. La FACh ha adquirido 10 aviones F-16 Block50 de primera mano a Estados Unidos, modificándolos con nuevos sistemas en Israel, y 36 F-16BL20 (29A y 7B) a Holanda llevadas al estándar MLU (Mid Life Upgrade).
La Armada de Chile ya ha recibido 2 submarinos modelo Scorpene de España y Francia, los más modernos de Latinoamérica, y tras desecharse un proyecto de construcción de 4 fragatas Meko-200 en el astillero de Talcahuano, la Armada de Chile adquirió en Holanda 4 fragatas (2 clase M y 2 clase L) y en Gran Bretaña otras 4 (1 Tipo 22/2 y 3 Tipo 23).
En tierra, Chile tiene una gran cantidad de tanques, alrededor de 202, Leopard 1V comprados en la década pasada y 200 Leopard 2A4. Además, se adquirieron en Suiza 24 nuevos sistemas de artillería M109A5 y 139 vehículos de infantería AIFV YPR-765 de origen belga y Marder de origen alemán.
A pesar de que Chile compra su armamento a países extranjeros, existe una desarrollada industria nacional en las áreas: naval, militar y aeronáutica. FAMAE, que es la industria militar más antigua de Latinoamérica, ha producido y fabricado varios modelos de fusiles, municiones, misiles, proyectiles, cohetes y vehículos blindados ligeros.
Un caso llamativo fue el del empresario chileno Carlos Cardoen, quién creó y fabricó bombas de racimo, de gran poder destructivo, lo que le provocó problemas con el gobierno de Estados Unidos por haber vendido gran cantidad a Saddam Hussein durante la guerra que este sostuvo contra Irán. 
El mismo empresario concibió la idea de diseñar un helicóptero basado en el modelo Bell-206, encargando el proyecto y diseño al ingeniero aeronáutico René M. González quien lideró el equipo de técnicos e ingenieros chilenos que en 1989 presenta una aeronave multipropósito artillable (sin características de antitanque) de un solo tripulante (single crew cockpit) cuya resistencia estructural se viera duplicada, otorgando mayor protección al piloto, campo de visión simétrico y mejoradas características aerodinámicas. Además de un bajo costo al alcance de países tercermundistas, costando un tercio de un símil construido en países desarrollados. Sin embargo Cardoen fue acusado por el gobierno estadounidense de compra ilegal de circonio en Estados Unidos para la construcción de bombas racimo, lo que significó la incautación del prototipo Cardoen-Bell 206L-III que en 1991 se encontraba en proceso de certificación FAA en Fort Worth, Texas.
Además existen otras empresas ligadas a la defensa nacional, como ENAER (Empresa aeronáutica nacional), ASMAR (Astilleros y maestranzas de la armada) que está entre los astilleros más importantes de hemisferio sur, DTS (Desarrollo de tecnología y sistemas), DESA, Linktronic y SISDEF.

## Financiamiento de la Defensa Nacional
La Ley Reservada del Cobre no es fruto de una decisión apresurada. Desde los años 30 del siglo pasado, las autoridades políticas del país creyeron necesario contar con una legislación que entregara oportunamente recursos frescos para su defensa. En ese entonces se propuso que fuese a través de una normativa reservada por el carácter de la actividad que financiaría. Al respecto, la decisión anterior se habría tomado debido a que la década de 1920 y comienzos de los años 1930 se caracterizó por una considerable subinversión en defensa, motivada por la inestabilidad institucional de la República y la focalización del estamento militar en la política doméstica, a lo que se sumó la depresión mundial del año 1929. La primera ley que destinó dinero fiscal para uso castrense fue la Ley N.º 6152 del año 1938, que establecía el arrendamiento de terrenos fiscales en la Provincia de Magallanes y disponía en su artículo 34 que el 90 % de los fondos percibidos por el Fisco por esa vía, se destinaran a la adquisición de material de guerra y a «satisfacer las necesidades más urgentes» de las FFAA de ese entonces.
La norma se complementó el mismo año 1938 con otra ley, la Ley N.º 6159, que autorizó al presidente de la República a realizar adquisiciones, construcciones o fabricaciones de elementos necesarios para la Defensa Nacional. Una nueva norma, la Ley N.º 6160 de ese mismo año, fijó un monto máximo para esos ingresos de US$ 10 millones de la época. Por cierto, ambas leyes al igual que la primera, eran reservadas.
Este primer antecedente de la actual Ley Reservada del Cobre se conoció como “Ley de Cruceros” y se dictó como respuesta al reequipamiento de la Armada Argentina durante esos años, y la asignación de recursos para material de guerra estaba orientada especialmente para la adquisición de
cruceros para la Armada.
En el año 1942, bajo la presidencia de Juan Antonio Ríos, la Ley N° 7144 creó el Consejo Superior de Defensa Nacional (CONSUDENA) para administrar, vigilar y controlar la inversión de los recursos entregados por las leyes mencionadas anteriormente, lo cual vino a institucionalizar la
exclusión del Congreso Nacional de la toma de decisiones en la compra de equipamiento bélico de las FFAA. El CONSUDENA estaba presidido por el
Ministro de Defensa Nacional y lo integraban el ministro de Hacienda, ministro de Relaciones Exteriores, comandantes en jefes de las FFAA, subsecretarios de Guerra, Marina y Aviación, jefes de Estado Mayor de las ramas de las FFAA y jefe de Estado Mayor de la Defensa Nacional.
Este cuerpo legal también dio origen a dos fuentes adicionales de recursos para las FFAA: una en moneda nacional, sobre la base de dos impuestos (adicional al tabaco y al vino),y a los “beneficios excesivos” de la industria y el comercio; y otra en dólares por los ingresos que obtenía el
Fisco producto de un sistema de tipo de cambio múltiple que en aquellos años afectaba a la venta obligatoria de divisas de la Gran Minería del Cobre
al Banco Central.(este tipo de cambio especial era inferior al tipo de cambio libre bancario)
Sin embargo, dado que la Ley N°11.828 sobre “nuevo trato del cobre” del año 1955, terminó con el sistema especial de cambio, los fondos en divisas
se acabaron.
La situación se revirtió el año 1958, bajo el Segundo Gobierno del General Carlos Ibáñez del Campo, cuando se dictó la Ley N.º 13 196 del 29 de octubre, que gravó con un impuesto de 15 % las utilidades de la minería del cobre para financiar directamente a las FF. AA. (exclusivamente para la adquisición de equipos bélicos).
En la aprobación de esta ley el Congreso Nacional se vio fuertemente influido por el incidente del islote Snipe, ubicado en el Canal Beagle. Esta norma puede considerarse como la primera Ley del Cobre propiamente tal.
Esta ley fue modificada durante la dictadura militar, dividiéndose en tercios iguales para cada una de las fuerzas. El precio internacional del cobre en alza favorece a las FF. AA. de Chile. En la actualidad se encuentra en tramitación en el Congreso Nacional un proyecto de Ley (mensaje del Presidente Sebastián Piñera) que reemplaza la Ley Reservada del Cobre por un nuevo sistema de financiamiento de la defensa Nacional, con criterios técnicos de largo plazo, evitando que las FF. AA. se vean afectadas por el régimen político imperante en el momento.

## Anexos
El Ejército de Chile participa en misiones de paz desde 1924, cuando integró la Comisión Militar Neutral, al objeto de mediar entre Bolivia y Paraguay en la Guerra del Chaco. Actualmente está en ejercicio el Batallón Chile, con desempeño en Haití, como integrante de las fuerzas de estabilización de la ONU. Por su parte, la Fuerza Aérea de Chile tuvo participación relevante posterior a la Guerra de Irak y Kuwait, operación designada como Tarea Paz Chile I. Posteriormente, tendría lugar la Tarea Paz Chile II, que consistió en el relevo del contingente alemán en la ciudad de Bagdad. La Armada chilena tiene algunas participaciones en los ejercicios militares realizados en aguas extranjeras, ejercicios con Estados Unidos, como UNITAS, RIMPAC Y TEAM WORK.